# Storabborrtjärnen, Västerbotten
Storabborrtjärnen är en sjö i Skellefteå kommun i Västerbotten och ingår i Kågeälvens huvudavrinningsområde.